# إنفينت إتش
إنفينت إتش ((هانغل: 인피니트 H)؛ أسلوبا هكذا INFINITE H) هي أول وحدة فرعية من فرقة الفتيان الكورية الجنوبية إنفينت، تشكلت تحت إدارة ووليم إنترتينمنت في عام 2013. الفرقة الفرعية تتألف من عضوي فرقة إنفينت دونغوو وهويا. الوحدة الفرعية ظهرت لأول مرة مع ألبوم مصغر بعنوان  "Fly High".

## الأعضاء
- جانغ دونغوو (장동우) – رابر رئيسي[2]
- هويا (إي هوون؛ 이호원) – رابر، مغني[2]

## وصلات خارجية
- إنفينت إتش على موقع ميوزك برينز (الإنجليزية)
- إنفينت إتش على موقع ديسكوغز (الإنجليزية)